# NU'EST
NU’EST (korejsky: 뉴이스트) (New Established Style and Tempo) byla jihokorejská skupina, která vznikla v roce 2012. Zaměřuje se především na urban (městské) elektro (zahrnuje dance, pop a elektro pop). Byla to první chlapecká skupina z Pledis Entertainment. V roce 2022 bylo oznámeno, že skupina po 10 letech končí.
Dne 16. ledna 2012 odhalila nahrávací společnost Pledis Entertainment tvář leadera NU'EST – JR. Následující den byly odhaleny tváře Minhyuna a Arona. Dne 19. ledna 2012 konečně představili i zbylé členy z NU'EST – Baekha a Rena.
Dne 2. března 2012 byl spatřen NU'EST autobus jezdící v ulicích Soulu s reklamou na jejich oficiální debut a s titulem jejich hodně očekávaného hitu „Face“. Později se ukázalo, že jejich singl byl složen švédským písničkářem Danielem Bergmanem.
Před svým debutem vystupovali v prázdninovém singlu „Love Letter“ – Son Dambi a After School. S tímto singlem měli několik vystoupení a později také vystoupili s After School na Gayo Daejun.
Jejich fanklub se jmenuje L.O.Λ.E. Název vzniknul tak, že se z korejského názvu kapely NU'EST odstranily samohlásky a zbylé souhlásky se přečetly, jako kdyby byly napsané latinkou.
V roce 2017 se členové, krom Arona (který měl zraněnou nohu) zúčastnili druhé série survival reality show Produce101. Do finální jedenáctky (nyní až do prosince 2018 tvořící skupinu Wanna one) se dostal pouze Minhyun. Ostatní tři se vrátili zpět a již spolu s Aronem vytvořili podskupinu NU'EST W (W=wait=čekat, protože čekají, až se Minhyun vrátí)

## Členové

### JR (Junior Royal)
Pravé jméno: Kim Jong Hyun 김종현
Pozice: leader, hlavní rapper, hlavní tanečník
Datum narození: 8. června 1995

### Aron
Pravé jméno: Aaron Kwak 곽아론
Pozice: vedoucí rapper, vedoucí tanečník, vedlejší vokál
Datum narození: 21.5. 1993

### Minhyun
Pravé jméno: Hwang Min Hyun 황민현
Pozice: vedoucí vokál, tanečník, tvář skupiny
Datum narození: 9.8.1995
- Od roku 2017 do prosince 2018 součástí chlapecké skupiny Wanna One, která vznikla z druhé série Produce 101. Během této doby ostatní členové vystupují bod názvem NU'EST W (w – waiting). Po rozpadnutí Wanna One mu bude umožněno vrátit se zpět ke členům NU'EST.

### Baekho 백호
Pravé jméno: Kang Dong Ho 강동호
Přezdívky: 21. 7. 1995
Pozice: hlavní vokál, tanečník

### Ren 렌
Pravé jméno: Choi Min Ki 최민기
Pozice: maknae, vedlejší vokál, tanečník
Datum narození: 3.11.1995

## Diskografie
FACE
Datum vydání: 15.3.2012
01. NU, Establish, Style, Tempo
02. FACE
03. I’m Sorry
__________________________________________
ACTION
Datum vydání: 11.7.2012
01. Not Over You
02. Action
03. Sandy
04. Happy Birthday (Baekho solo)
__________________________________________
HELLO
Datum vydání: 13.2.2013
01. 여보세요 (Hello)
02. Hello Hello
03. 너네 누나 소개시켜줘 (Introduce me to your nuna)
04. 조금만 (feat. Pop Pianist 윤한) (Just a little bit)
05. Beautiful Solo
__________________________________________
SLEEP TALKING
Datum vydání: 23.8.2013
01. Sleep talking
02. Beautiful Ghost
03. 예뻐 (feat. 유아라 Of 헬로비너스) (Pretty (Feat. Yoo Ara of Hello Venus))
04. Fine Girl
05. (I’ll Love You More)
06. (Don’t Dress Provocatively)
__________________________________________
RE:BIRTH
Datum vydání: 9.7.2014
01. Judgement
02. Big Deal
03. 굿 바이 바이 (Good Bye Bye)
04. 사랑 없는 사랑 (Love Without Love)
05. Storybook
06. Climax
07. 어깨빌려 (Lend a Shoulder)
08. Face
09. Action
10. 여보세요 (Hello)
11. 잠꼬대 (Sleep Talking)
Bonusový track (jen na CD)
12. Hey, Love
__________________________________________
Shalala Ring
Datum vydání: 4. 11. 2014
01. Shalala Ring
02. Flying Angel
03. Shalala Ring (inst.)
04. Flying Angel (inst.)
__________________________________________
Na.Na.Na.Namida
Datum vydání: 20. května 2015
01. Na.Na.Na.Namida (Na.Na.Na.涙)
02. Hey, Love (Japanese Ver.)
03. Na.Na.Na.Namida (inst.)
04. Hey, Love (Inst.)
__________________________________________
Bridge the World
Datum vydání: 18. listopadu 2015
01. Access to You
02. Let's Go Crazy!
03. Cherry
04. Bridge the World
05. Na.Na.Na.Namida
06. Ame nochi eien
07. Flying Angel
08. Koisuru Wonderland
09. Shalala Ring
10. Hey, Love
11. Cherry (Eng. ver.)
12. Bridge the World (Eng. ver.)
13. I'm Bad
14. A Scene Without You
15. Aftermath (FROMM Feat. Minhyun)
16. Koisuru hi (Minhyun solo)
__________________________________________
Q is
Datum vydání: 17. února 2016
01. My Heaven
02. Overcome
03. In Fact
04. Bickering
05. ONEKIS2 
__________________________________________
Canvas
Datum vydání: 29. srpna 2016
01. Daybreak (Minhyun&JR)
02. R.L.T.L (Real Love True Love) [One Morning]
03. Love Paint (Every Afternoon)
04. Thank You (Evening By Evening)
05. Look (A Starlight Night)
__________________________________________
Special single If you
Datum vydání: 25. června 2017
Nu'est W (bez Minhyuna)